# De Cock en een duivels komplot
De Cock en een duivels komplot  is het zesendertigste deel van de De Cock-serie.

## Verhaal
Op een regenachtige ochtend in juni komt rechercheur De Cock de recherchekamer binnen. Zijn immer aanwezige collega Dick Vledder zit niet achter zijn elektrische schrijfmachine. Even later komt hij zichtbaar woedend binnen met een stapel dossiers. Hij heeft gisterochtend op zijn vrije dag vrijwillig de rechtszitting tegen de kunstdieven bijgewoond. De Cock zegt dat hij alleen gaat als hij wordt opgeroepen door de rechtbank. Anders loop je te veel frustraties op. Dick Vledder legt uit dat in deze zaak Officier van justitie Mr. Medhuizen een goed onderbouwd requisitoir hield, waarin hij opzet tot het plegen van zware mishandeling de dood ten gevolge hebbende ten laste legde. De rechtbank sprak de verdachten echter daarvan vrij. Diefstal achtte de rechtbank wel bewezen en was daarbij zelfs in het gezelschap van de advocaat van de verdachten. Dat betekent dat de verdachten binnenkort worden vrijgelaten. De rechercheurs zijn het er over eens dat ze de jokers van de samenleving zijn. Het gesprek wordt onderbroken door de binnenkomst van Dorothea van Hellendoorn, die onlangs in Enschede op de Technische Hogeschool fysica is gaan studeren. Ze wil graag haar vader terzijde staan. Hij is een succesvol wetenschapper met vele patenten op zijn naam. Dorothea heeft nu een brief van hem gekregen waarin hij schrijft bang te zijn binnenkort te worden vermoord. De dochter noemt tot verbijstering van de rechercheurs haar moeder als de toekomstige moordenaar van haar vader. Vorig jaar wilde haar moeder scheiden omdat ze een andere man had ontmoet. Haar vader had geweigerd onder het motto dat ze getrouwd waren tot de dood hen zou scheiden. Moeder had woedend geroepen dat dit dan wel zijn dood zou betekenen. Dorothea geeft De Cock het kantooradres van haar vader aan de Binnenkant te Amsterdam. Laatstgenoemde belooft met hem te gaan praten. Hij ergert hij zich aan de duivelskop op haar spijkerjasje.
Dick Vledder weet te melden dat deze Hermanus van Hellendoorn inderdaad een briljant wetenschapper is. Hij zou de leider zijn van “Brain Trust”, een denktank voor het bedrijfsleven. Hun discussie wordt afgebroken door de telefoon. Dorothea meldt dat ze zojuist haar vader vermoord in zijn kantoor heeft gevonden. Politiefotograaf Bram van Wielingen vindt dat De Cock deze keer het eens makkelijk heeft. Een bekend slachtoffer en volgens de dochter heeft de moeder het gedaan. In een Chinees restaurant praten de rechercheurs verder met Dorothea. Ze vertelt dat ze de confrontatie met haar moeder niet aan kan en teruggaat naar Enschede. Haar moeder moet de begrafenis maar regelen. De Cock legt Vledder uit dat volgens de schouwarts Hermanus waarschijnlijk woensdagavond al is vermoord. Bij de wachtcommandant meldt zich intussen Sybille van Hellendoorn. Ze vertelt dat haar man Hermanus voor het eerst in 20 jaar huwelijk niet thuis heeft geslapen. Pas nadat De Cock de echtgenote uitgebreid heeft ondervraagd, vertelt hij dat haar man vermoord is aangetroffen. Als alibi geeft Sybille haar wekelijks bridgeavond op. De Cock besluit een cognackie te gaan halen bij Smalle Lowietje. De caféhouder kent Brain Trust. Hij noemt Van Hellendoorn als leider met een kantoor vlakbij aan de Binnenkant. Als De Cock hem verteld dat hij dood is, beschuldigt Lowie spontaan mooie Karel, ofwel Charles Carrousel, ofwel Karel Draaikont. Deze penoze jongen is onlangs een rijke weduwnaar geworden en is smoorverliefd op Sybille van Hellendoorn. Beiden wilden trouwen maar Hermanus weigerde.
Terug aan de Warmoesstraat meldt wachtcommandant Jan Kusters dat er een heer zit te wachten. Het is Harold van Haastricht, lid van Brain Trust. Hij legt uit dat Sybille op de achtergrond de drijvend kracht achter Brain Trust was. De andere vaste leden zijn chemicus Winfred van Wateringen en de biochemicus Leonardus van Ledeacker. De denktank had onlangs een nieuw concept voor verbrandingsmotoren ontwikkeld, dat in theorie meer dan 25% brandstof zou besparen. Terwijl De Cock verbaasd de uitvinding roemt, legt Winfred omstandig uit dat Van Hellendoorn bang was vermoord te worden vanwege de revolutionaire vinding. Na het vertrek van Harold vraagt De Cock zich af wie van de revolutionaire uitvinding al afwisten? Hij besluit alsnog de brandkast van Brain Trust aan de Binnenkant leeg te halen. Terug op de plaats delict merkt Dick Vledder op dat de verzegeling is verbroken. Ze treffen binnen mooie Karel aan bij de brandkast. Karel dacht in de brandkast een dure uitvinding aan te zullen treffen. De Cock laat hem na verhoor gaan.
De volgende dag legt De Cock Vledder uit dat het netjes vastleggen van de inbraak door Karel hun twee dagen werk zou kosten. Vervolgens wordt de inbraak geseponeerd. Daarom is het beter maar te beginnen met seponeren bij de recherche. Zij moeten immers ook keuzes maken. Vledder moet naar de sectie in Westgaarde en De Cock wordt heel vriendelijk verzocht zich bij commissaris Buitendam te melden. Laatstgenoemde legt uit dat de BVD al geruime tijd Brain Trust en haar leden in de gaten houdt vanwege een revolutionaire uitvinding. Dientengevolge zal De Cock in deze zaak elke stap van tevoren met zijn chef moeten bespreken. De Cock schudt nee en zegt er niet aan te denken. Hij wordt zoals gebruikelijk de kamer uitgestuurd. Dick Vledder staat 100% achter zijn collega. Hij heeft van de sectie 4 kogels van 7.62mm meegenomen, die dokter Rusteloos uit het lijf van Herman heeft gepeuterd. De geraadpleegde deskundige op het hoofdbureau is vrijwel zeker van een Nagant-revolver, gekenmerkt door afwijkende munitie. Het wapen is vrijwel uitsluitend aan het Russische leger van voor 1914 geleverd. Dick Vledder vraagt nu grappend of De Cock al bang wordt voor de BVD? Hun gesprek wordt onderbroken door de komst van Henriette van Wateringen, lid van het eerder genoemde bridgeclubje. Ze maakt melding van grote verdeeldheid binnen Brain Trust. Nadat haar echtgenoot Winfred de laatste schakel aan de uitvinding had toegevoegd, traineerde Herman de verkoop. Harold van Haastricht zou hem een week geleden nog met de dood hebben bedreigd.
Met de inhoud van de kluis, die tijdelijk op het hoofdbureau aan de Elandsgracht was gestald, gaan de rechercheurs naar de vierde man van Brain Trust, Leonardus van Ledeacker. Hij verwijt Herman postuum dat hij op een criminele plek in Amsterdam kantoor hield en daarbij ook nog eens de standaard veiligheidseisen vergat. In het licht van de theorieën van Dennis Meadows en de denktank de Club van Rome biedt de uitvinding in de ogen van Leonardus slechts tijdelijk soelaas. Maar in het koffertje van De Cock kan hij de formule van hun uitvinding niet vinden. De twee rechercheurs beseffen nu dat Herman rustig zat te werken met een open brandkast, toen hij werd vermoord. Bij terugkomst aan de Warmoesstraat zit mooie Karel te wachten. Hij vertelt heel veel wat De Cock al weet. Afsluitend zegt hij dat Sybille weet dat Winfred van Wateringen haar man heeft vermoord.
De volgende ochtend bespreekt De Cock de stand van zaken met Vledder. Hun gesprek wordt gestoord door Henriette van Haastricht, die meldt dat haar man vermoord is gevonden in zijn kantoor aan de Keizersgracht. Op de plaats delict treffen ze hem op identieke wijze vermoord aan. Zijn vrouw Adèle beschuldigt eveneens Winfred van Wateringen. Dick Vledder brengt haar terug naar huis in Amstelveen. Aan het bureau Warmoesstraat meldt zich een opgewonden Winfred van Wateringen. Hij wordt van de twee moorden beschuldigt door de dames van de bridgeclub, en zelfs zijn eigen vrouw Henriette heeft haar twijfels. In een stevig verhoor vertelt Winfred dat Harold de uitvinding al aan een oliemaatschappij had verkocht. Herman van Hellendoorn was van mening dat de oliemaatschappij de uitvinding in een kluis zou laten rusten, iets wat nooit de bedoeling was geweest. Commissaris Buitendam probeert vervolgens opnieuw en tevergeefs De Cock op samenwerking met de BVD te wijzen. Na de tweede sectie komt Vledder wederom met 4 kogels terug van 7.62mm. De Nagant. De wapendeskundige Arjan Waayer, met wie Dick nog cricket heeft gespeeld bij de ACC, was overtuigd. Een ruime discussie tussen de rechercheurs eindigt met moeie voeten bij De Cock. Hij geeft de zondag Dick Vledder vrij af.
Op zaterdagavond zoekt De Cock Handige Henkie op en vraagt hem mee te gaan inbreken. Bij het kantoor van Winfred van Wateringen worden ze bijna overlopen door Leonardus van Ledeacker. De Cock kan Handige Henkie maar ternauwernood laten ontsnappen. Leonardus had een afspraak met Winfred. Overigens is de biochemicus nu van mening dat de uitvinding beter vernietigd kan worden. Maandagochtend praat De Cock Dick Vledder bij over zijn mislukte inbraakpoging. Na ampele discussie gaat de telefoon en Henriette van Haastricht meldt dat zij haar man dood in zijn kantoor heeft aangetroffen. Terwijl Dick Vledder naar de sectie gaat, doet De Cock persoonlijk nog wat onderzoek. Bij de recherchekamer wacht Maria van Ledeacker hem op, de echtgenote van het nog enige levende lid van Brain Trust. Ze komt melden dat ze haar man niet langer wil vermoorden.
De Cock trommelt Appie Keizer en Fred Prins op voor het eindspel. Maria van Ledeacker had ermee ingestemd dat ze de Nagant overhandigd zou krijgen van haar opdrachtgeefster. Deze keer gaat De Cock gruwelijk in de fout. Hij rukt het portier open van een Mercedes en wordt onmiddellijk onder vuur genomen. Een kogel flitst langs zijn hoofd. Na een korte worsteling arresteert hij Mevrouw Van Hellendoorn wegens de moord op haar man. Thuis legt De Cock het uit onder het genot van cognac. Sybille van Hellendoorn had de dames van haar bridgeclub ervan overtuigd, dat ze alle vier hun man moesten vermoorden. Een duivels complot. Het bridgeclubje vormde hun onderling alibi. Als eerste sloeg Sybille toe en ze stal en passant de gezochte formule uit de brandkast. De recherche zou zo de leden van Brain Trust gaan verdenken. Haar bridgevriendinnen kwamen met soortgelijke tips naar de Warmoesstraat. De hond van Henriette had haar verraden. Als haar bridgealibi klopte had hij de hele avond moeten blaffen. Volgens de buren was dat slechts tussen elf uur en half twaalf. Een half uur voor een moord. Intussen zitten alle vier de vrouwen vast. Of Maria minder straf krijgt is aan de rechter. Maar de formule blijft zoek en Sybille doet haar mond niet open. Na afloop vraagt mevrouw De Cock waar de fraaie Nagant vandaan kwam? Die kwam van haar grootvader, een officier van het Russische leger in 1917.